# Annus mirabilis
Annus mirabilis ( лат., рік чудес) — латинський вираз, що застосовується до деяких календарних років, зазначених незвичайними важливими і позитивними подіями. Термін спочатку використовувався в англійській культурі для позначення 1666 року, проте пізніше отримав більш широке застосування.

## 1492— рікКатолицьких Королів
У 1492 році Католицькі королі, Фернандо II Арагонський і Ісабель I Кастильська побудували наймогутнішу монархію Західного світу внаслідок кількох подій:
- Падіння Гранади, яким закінчилася Гранадська війна і завершилася Реконкіста — восьмивікове протистояння християн і мусульман.
- Відкриття Америки Христофором Колумбом, що поклало початок дослідженням  Нового Світу і служить точкою відліку початку Нового Часу.
- Альгамбрський едикт, оприлюднений 31 березня і вирішив міжконфесійну проблему шляхом  Вигнання євреїв з Іспанії.
- Публікація першої  Граматики сучасної кастильскої (іспанської) мови — Граматика кастильської мови[es] авторства Антоніо де Небріха, іспанського гуманіста, історика і педагога. Небріха порівнював кастільську з латиною: siempre la lengua fue compañera del imperio (мова завжди була супутником імперії).

Хоча в той час вираз Annus mirabilis як такий не використовувався, (використовувалися набагато більш гіперболічні вирази такі як найбільша справа з часів створення світу) пізніше він став часто застосовуватися по ставленню до подій.

## 1543— рік науки
- Андреас Везалій опублікував фундаментальну працю по анатомії людини — роботу «Про будову людського тіла» (лат. De humani corporis fabrica libri septem).
- Миколай Коперник опублікував фундаментальну працю по космографії — роботу «Про обертання небесних сфер» (лат. De revolutionibus orbium coelestium).

## 1666— рік чудес
- Перша відома згадка латинської фрази Annus mirabilis як назви вірша англійського поета Джона Драйдена, присвяченого подіям 1666 року. Хоча саме в цьому році трапилася Велика лондонська пожежа, поет оспівав його як час позбавлення від лих завдяки Божественному втручанню (очікувалося, що через «Число звіра» рік буде особливо згубним).
- Перемога англійського флоту над голландським в битві в день святого Якова у ході Англо-нідерландської війни.
- Ісаак Ньютон відкрив Закон всесвітнього тяжіння.

## 1759— рікВільяма Пітта
- Серія перемог британської армії в ході Семирічної війни — в Північній Америці, Європі, Індії, і в декількох боях на морі.

## 1905— рікАльберта Ейнштейна
- Німецький вчений Альберт Ейнштейн зробив важливі відкриття щодо фотоефекту, броунівського руху і спеціальної теорії відносності.

## Інше
Вираз «чудовий рік» в англомовних країнах неодноразово застосовувався щодо інших подій різного ступеня важливості:
- 1644–1645 — серія перемог шотландського генерала Джеймса Грема під час громадянської війни в Шотландії.
- 1666 — у  римських числах рік містить всі цифри в порядку убування: MDCLXVI.
- 1922 — в англомовній літературі вважається «роком модернізму», через публікацію важливих літературних творів, зокрема, роману «Улісс» Джеймса Джойса і поеми «Безплідна земля» Томаса Еліота.
- 1939 — узагальнене найменування класичних голлівудських фільмів, вперше показаних в цьому році.
- 1946 — визначення британського міністра фінансів Хью Далтона роботи лейбористського уряду Великої Британії.
- 1963 — цьому року присвячений вірш Філіпа Ларкіна «Annus Mirabilis»[1].
- 1989 — політичні події в  Східній Європі, падіння прорадянських урядів в  країнах Народної демократії.